# Żeglarz portugalski

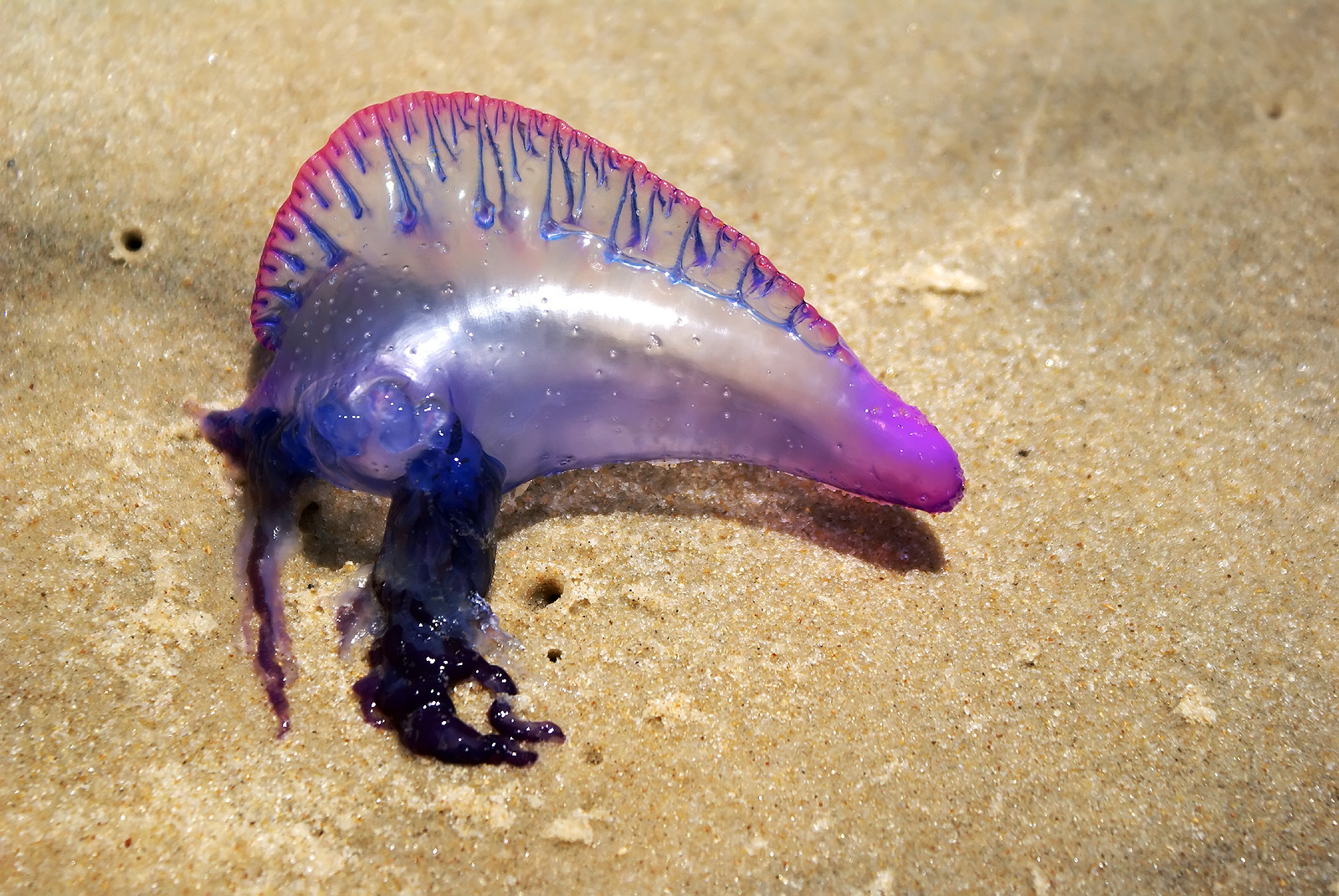
Physalia physalis na piasku

Żeglarz portugalski, bąbelnica bąbelcowa, żywłoga, aretuza (Physalia physalis) – mocno parzący gatunek rurkopława z rodziny Physaliidae, kosmopolityczny, kolonijny parzydełkowiec, obejmujący kilkadziesiąt osobników wspólnie żyjących. Jest jednym z czterech przedstawicieli rodzaju Physalia. Ma charakterystyczny, unoszący się na powierzchni wody pęcherz (pneumatofor) zakończony małym żagielkowatym grzebieniem służącym do przemieszczania się kolonii. Od spodu zwisają polipy spełniające funkcje rozrodcze lub odżywcze, z których te ostatnie mogą osiągać długość kilkunastu metrów. Żeglarz portugalski ma bardzo silne parzydełka, które mogą być groźne dla człowieka.

## Występowanie
W większości mórz, ale najczęściej spotyka się je w prądzie zatokowym północnego Atlantyku oraz w subtropikalnych wodach Oceanu Indyjskiego i Pacyfiku. Miejscami najdalej wysuniętymi na północ, gdzie został znaleziony są Zatoka Fundy oraz Hebrydy. W morzach tropikalnych potrafi tworzyć ogromne ławice.

## Charakterystyka
Żeglarz portugalski tworzy kolonie o skróconym pniu. Długość pojedynczej kolonii dochodzi do 30 cm. Kolonia ma wypełniony gazem pneumatofor leżący na powierzchni wody unoszący kolonię z wiatrem. Ciśnienie gazu w jego wnętrzu jest równe z ciśnieniem atmosferycznym, jednak zaskakujący jest jego skład, gdyż zawiera 15% tlenku węgla, stężenie tlenu jest niższe niż w atmosferze, dwutlenku węgla znikome, a azotu tyle co w atmosferze. Dzieje się tak ponieważ gaz jest wytwarzany przez gruczoł gazowy, który wykorzystuje serynę jako substrat do wytwarzania CO. Z pneumatoforu zwisają szeregi tentakul złożonych z osobników żywicielskich i płciowych, oraz z poskręcanych nici chwytnych („macek”)
zaopatrzonych w komórki parzydełkowe służącą do paraliżowania ofiary. Ruchy tych nici przenoszą sparaliżowaną ofiarę do kolonii polipów, która znajduje się pod gazowym pęcherzem.

## Zachowanie
Żeglarz portugalski nie ma możliwości kontroli ruchu. Jest zupełnie zależny od ruchów wody, wiatru oraz innych zewnętrznych bodźców. Nie ma możliwości ucieczki przed drapieżnikami. W celu ochrony w komórkach parzydełkowych produkuje jad. Kiedy nastąpi kontakt jego parzydełek z innym obiektem, uwalnia go. Z tego powodu w obszarach jego występowania zakazane jest wchodzenie do wody.
Wiele ryb jest odpornych na jad żeglarza portugalskiego. Podpływają one blisko niego, ponieważ jest dobrą ochroną przed drapieżnikami. Drapieżniki nie zbliżają się do żeglarza, unikając wstrzyknięcia jadu.

## Odżywianie się
Żeglarz jest gatunkiem drapieżnym odżywiającym się planktonem, małymi rybami, a także innymi organizmami z miękkimi ciałami, takimi jak małe kałamarnice czy strzałki morskie.

## Komensalizm i symbioza
Mała ryba pasterzyk może chronić się przed drapieżnikami wśród jego tentakul, gdyż potrafi omijać daktylozoidy z komórkami parzydełkowymi i jest częściowo odporna na znajdujące się w nich toksyny. Ryba odżywia się resztkami ofiar, a także gonozoidami rurkopława, co nie jest dla niego szkodliwe, ponieważ mają one zdolność do regeneracji. Natomiast żeglarz portugalski wykorzystuje pasterzyka jako przynętę, a czasem nawet go zjada.
Znane są też inne gatunki ryb odpornych na toksyny, wykorzystujące parzydełka jako kryjówki. Są to między innymi: Carangoides bartholomaei, amfiprion plamisty, przynawek retman, Schedophilus maculatus i bekaśnik.

## Toksyny
Aretuzy powodują na całym świecie oparzenia mniej lub bardziej poważne w skutkach, czasem prowadzące do śmierci. W mieście Adicora w Wenezueli na przełomie 2006/2007 stwierdzono 59 przypadków oparzeń. Większość ofiar stanowili turyści. Toksyna żeglarza portugalskiego (białko o masie cząsteczkowej 240 kDa) składa się z trzech silnie glikozylowanych podjednostek. W warunkach laboratoryjnych może powodować zaburzenia pracy układu krwionośnego, co u małych ssaków może być śmiertelne. Kontakt z jego nićmi chwytnymi jest bolesny dla człowieka i może skutkować dysfunkcjami naczynioruchowymi, zapaścią, niewydolnością oddechową, zaburzeniami w układzie nerwowym, mięśniowo-szkieletowym i pokarmowym.

## Ochrona
Niewiele wiadomo, jak bardzo wrażliwa jest aretuza na zanieczyszczenie morza i jak reaguje na zmniejszenie zasobów rybnych morza. Obecnie jednak ten gatunek nie jest bezpośrednio zagrożony.